# DEFA1
DEFA1 (англ. Defensin alpha 1) – білок, який кодується однойменним геном, розташованим у людей на 8-й хромосомі. Довжина поліпептидного ланцюга білка становить 94 амінокислот, а молекулярна маса — 10 201.
| 10         |  | 20         |  | 30         |  | 40         |  | 50         |
| ---------- |  | ---------- |  | ---------- |  | ---------- |  | ---------- |
| MRTLAILAAI |  | LLVALQAQAE |  | PLQARADEVA |  | AAPEQIAADI |  | PEVVVSLAWD |
| ESLAPKHPGS |  | RKNMACYCRI |  | PACIAGERRY |  | GTCIYQGRLW |  | AFCC       |

A: Аланін

C: Цистеїн

D: Аспарагінова кислота

E: Глутамінова кислота

F: Фенілаланін

G: Гліцин

H: Гістидин

I: Ізолейцин

K: Лізин

L: Лейцин

M: Метіонін

N: Аспарагін

P: Пролін

Q: Глутамін

R: Аргінін

S: Серин

T: Треонін

V: Валін

W: Триптофан

Кодований геном білок за функціями належить до антибіотиків, антимікробних білків, фунгіцидів, фосфопротеїнів. 
Задіяний у такому біологічному процесі, як противірусний захист. 
Секретований назовні.